# Judith Korir
Judith Jeptum Korir (ur. 12 grudnia 1995) – kenijska lekkoatletka specjalizująca się w biegach długodystansowych.
W 2022 triumfowała w maratonie w Paryżu. Kilka miesięcy później została w Eugene wicemistrzynią świata na tym dystansie.

## Osiągnięcia indywidualne
| Rok  | Impreza            | Miejsce | Konkurencja | Pozycja    | Wynik   |
| ---- | ------------------ | ------- | ----------- | ---------- | ------- |
| 2022 | Mistrzostwa świata | Eugene  | maraton     | 2. miejsce | 2:18:20 |

## Rekordy życiowe
- półmaraton – 1:06:24 (29 sierpnia 2021, Lugano)
- maraton – 2:18:20 (18 lipca 2022, Eugene)